# 小巢菜
小巢菜（学名：Vicia hirsuta），又名小巢豆，是豆科野豌豆属的植物。分布于北美、朝鲜、俄罗斯、北欧、日本以及中国大陆的青海、华中、华东、广东、广西、甘肃、陕西、西南等地，生长于海拔200米至1,900米的地区，多生长于山沟、田边、河滩及路旁草丛，目前尚未由人工引种栽培。

## 别名
雀野豆、翘摇（本草纲目拾遗）、薇（植物名实图考）、苕（诗经）、硬毛果野豌（中国主要植物图说· 豆科）

## 异名
- Vicia hirsuta (L.) Koch
- Vicia hirsuta (L.) S. F. Gray var. hefeiana J. Q. He

## 延伸阅读
[在维基数据编辑]
 《欽定古今圖書集成·博物彙編·草木典·薇部》，出自陈梦雷《古今圖書集成》
 《植物名實圖考·薇》，出自吳其濬《植物名實圖考》